# Kobieta w czerni (film 1989)
Kobieta w czerni (ang. The Woman in Black) – brytyjski film grozy z 1989 roku. Adaptacja powieści Susan Hill pod tym samym tytułem.

## Opis fabuły
Młody adwokat zostaje oddelegowany do uregulowania majątku niedawno zmarłej samotnej wdowy. Na miejscu okazuje się, że miejscowa ludność niechętnie mówi o zmarłej, a jej ponury stary dom jest omijany z daleka. Prawnik ignoruje złowrogie ostrzeżenia mieszkańców, by zostawił tę sprawę i wchodzi do domu. Wewnątrz powoli i z rosnącym lękiem odkrywa straszną historię domu.

## Obsada
- Adrian Rawlins: Arthur Kidd
- Bernard Hepton: Sam Toovey
- David Daker: Josiah Freston
- Pauline Moran: kobieta w czerni
- David Ryall: Sweetman
- Clare Holman: Stella Kidd
- John Cater: Arnold Pepperell
- John Franklin-Robbins: Revered Greet
- Fiona Walker: pani Toovey
- William Simons: John Keckwick
- Robin Weaver: Bessie
- Caroline John: matka Stellu
- Joseph Upton: Eddie Kidd
- Steven Mackintosh: Rolfe
- Andy Nyman: Jackie